# Piero Gherardi
Piero Gherardi (Poppi, Itàlia 1909 - Roma, íd 1971) fou un dissenyador de roba i director artístic italià de pel·lícules, guanyador de dos premis Oscar.

## Biografia
Va néixer el 20 de novembre de 1909 a la ciutat de Poppi, població situada a la província d'Arezzo (Toscana), que en aquells moments formava part del Regne d'Itàlia i que avui en dia forma part d'Itàlia.
Va morir el 8 de juny de 1971 a la seva residència de la ciutat de Roma (Itàlia) a l'edat de 61 anys.

## Carrera artística
Col·laborador de Federico Fellini, inicià aquesta relació amb la pel·lícula de 1953 Els inútils, i posteriorment en Les nits de la Cabiria (1957), La dolce vita (1960), 8½ (1963) o Giulietta dels esperits (1965), alternant la seva feina com a dissenyador de vestuari o artístic. Així mateix també treballà, entre d'altres, per Luigi Comencini a Proibito rubare (1948), Mario Soldati a Quel bandito sono io (1950) i La provinciana (1953), Mario Monicelli a Padri e figli (1957), I soliti ignoti (1958) o La gran guerra (1959).

## Premis i nominacions

### Premis Oscar
| Any  | Categoria                                 | Pel·lícula              | Resultat  |
| ---- | ----------------------------------------- | ----------------------- | --------- |
| 1961 | Millor vestuari - blanc i negre           | La dolce vita           | Guanyador |
| 1961 | Millor direcció artística - blanc i negre | La dolce vita           | Nominat   |
| 1963 | Millor vestuari - blanc i negre           | 8½                      | Guanyador |
| 1963 | Millor direcció artística - blanc i negre | 8½                      | Nominat   |
| 1966 | Millor vestuari - color                   | Giulietta dels esperits | Nominat   |
| 1966 | Millor direcció artística - color         | Giulietta dels esperits | Nominat   |